# Mostert’s Mill

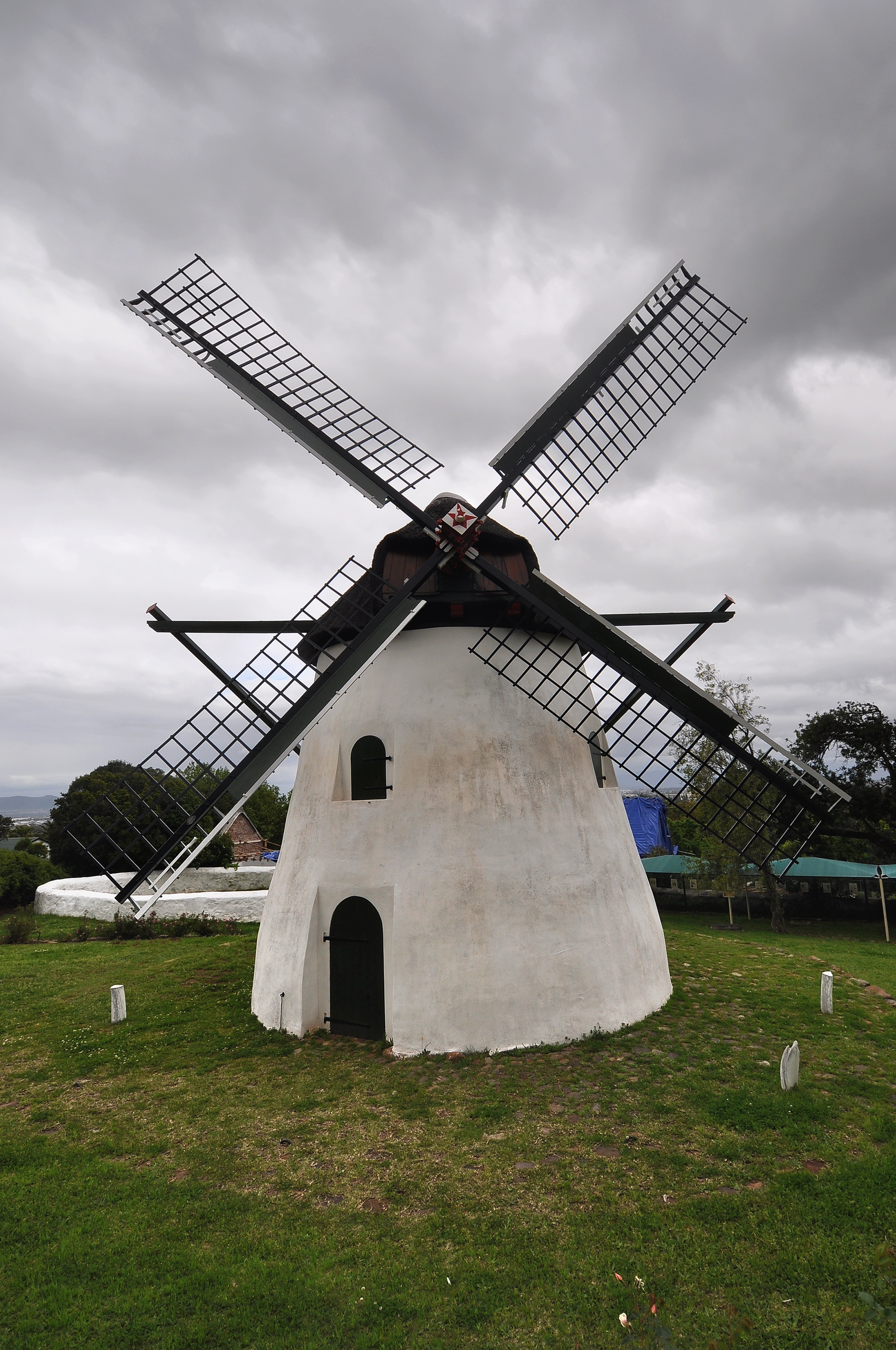
Mostert’s Mill, die älteste erhaltene Windmühle in Südafrika (2012)

Mostert’s Mill (afrikaans Mostert se Meul, De Meule) ist eine Turmwindmühle im Kapstädter Stadtteil Mowbray, die zusammen mit dem umgebenden Areal unter Denkmalschutz steht. Zum Denkmalstandort gehören Umfassungsmauern, die historischen Nebengebäude, die Tenne und Toreinfahrten der ehemaligen Farm Welgelegen. Diese Sachgesamtheit bildet insgesamt eines der Nationaldenkmale Südafrikas vom Grad II (provinzverwaltet).
Das Mühlengebäude wurde nach bisheriger Kenntnis im Jahre 1796 von Dirk Gysbert van Reenen erbaut. Dessen Tochter erbte das Anwesen und heiratete einen Urenkel des ersten Müllers in der Kapregion mit dem Namen Mostert, was später zur Namensgebung Anlass gab. Das Land, auf dem die Mühle errichtet worden war, gehörte einst zu den Flächen, die auf Veranlassung von Jan van Riebeeck im Jahre 1657 von der VOC  an eine Gruppe ehemaliger Vertragsmitarbeiter (Free burghers) unter der Führung Steven Bothmas übergingen. Ihr Standort liegt an einer alten vom Hafen zum Weingut Constantia führenden Landstraße, heute der stark frequentierte Rhodes Drive (M3). In der Nähe befindet sich der historische Campus der Universität Kapstadt. Zunächst dienten Pferde und Ochsen dem Antrieb der Mühle, die jedoch das Interesse von umherstreifenden Khoikhoi weckten. Als Reaktion darauf erfolgte ein Umbau der Anlage zur Windmühle.
Im Jahre 1935 kam es auf Veranlassung von Regierungsstellen der Südafrikanischen Union (Public Works Department – PWD) zu einer umfassenden Sanierung, die seitens der Niederlande staatliche Unterstützung erhielt. Am 1. Februar 1936 erfolgte die Übergabe des restaurierten Denkmals mit einem Festakt in Anwesenheit des Premierministers Hertzog an die Öffentlichkeit. Nachfolgend war sie zeitweilig in Betrieb und wurde wenig gewartet. Ein Sturm im Jahre 1986 zerbrach schließlich die hölzerne Welle und die Segel des Windrades fielen herab. Eine Arbeitsgruppe der Vernacular Architecture Society of S.A. nahm noch im selben Jahr Kontakt mit niederländischen Fachleuten auf. Im Jahr 1992 entschied man sich, die erforderlichen Restaurierungsmaßnahmen und die künftige Betreibung einer neu zu gründenden Organisation zu übertragen. Am 28. Oktober 1992 kam es im Rathaus von Mowbray zur entsprechenden Initiativversammlung mit dem Ziel, eine Satzung zu erarbeiten. Am 9. März 1993 gründete sich daraufhin der Verein Friends of Mostert’s Mill am selben Ort. Im August 1995 verhandelte der Verein mit dem Department of Public Works (DPW) über die anstehenden Sanierungs- und Restaurierungsarbeiten. Die dafür erforderlichen Kosten wurden auf 245.000 Rand geschätzt. Beauftragt wurde schließlich die niederländische Mühlenbaufirma Dunning-Bremmer, die bereits 1935 am Bauwerk federführend tätig war.
Am 18. April 2021 zerstörte ein Flächenbrand in der Umgebung erhebliche Teile der Windmühle. Die Brandkatastrophe am Tafelberg 2021 erfasste Landschaftsareale und Gebäude in einigen Stadtteilen Kapstadts.
Das Bauwerk erlangte nach alter Rechtslage (National Monument Commission) am 15. März 1940 erstmals den Status als Nationaldenkmal. Dieser wurde 1993 erneuert. Sie war bis zu ihrer Zerstörung durch die Brandkatastrophe im Jahr 2021 die einzige noch funktionsfähige Windmühle in Afrika südlich der Sahara.

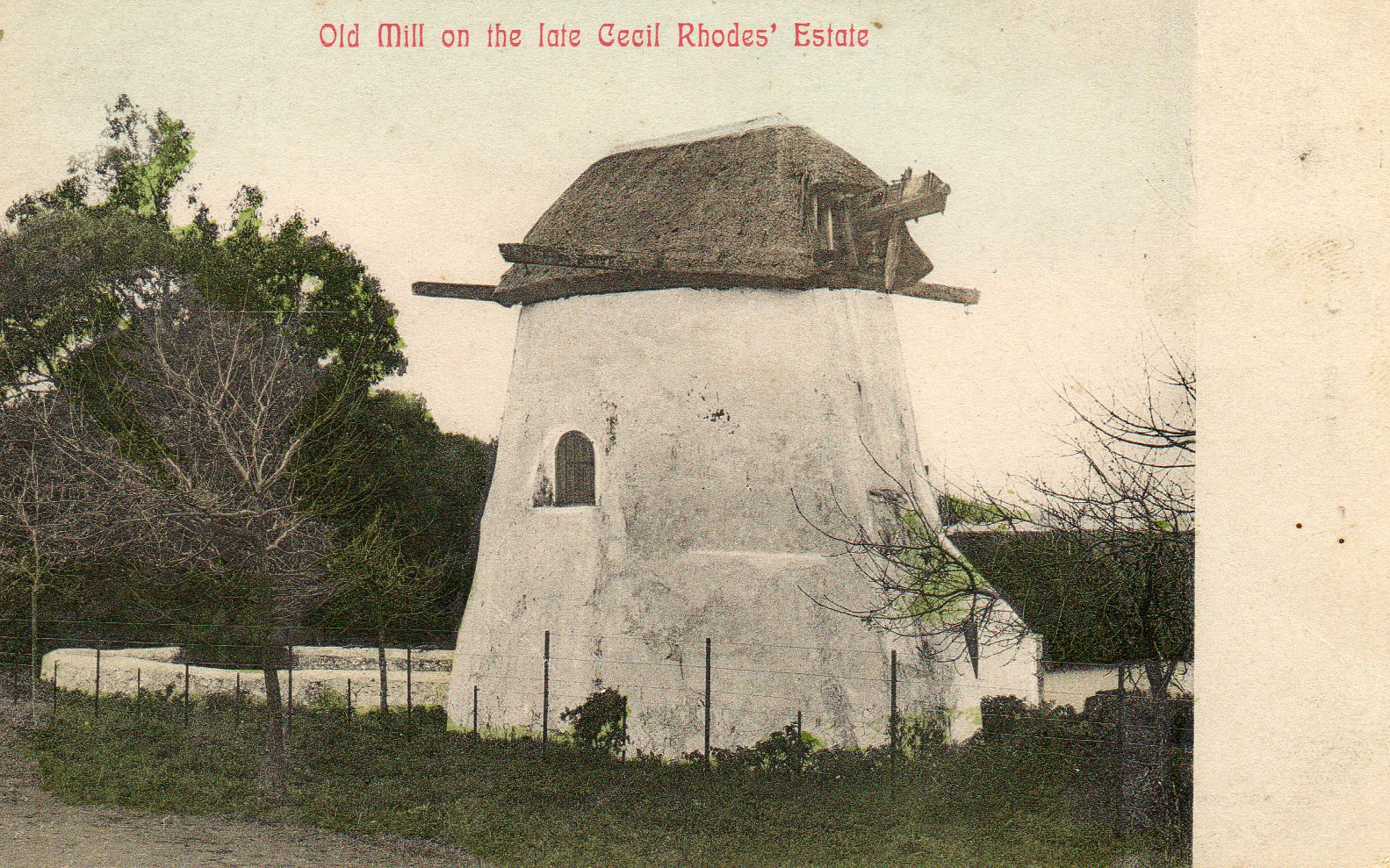
Zustand Anfang des 20. Jahrhunderts auf einer Ansichtskarte
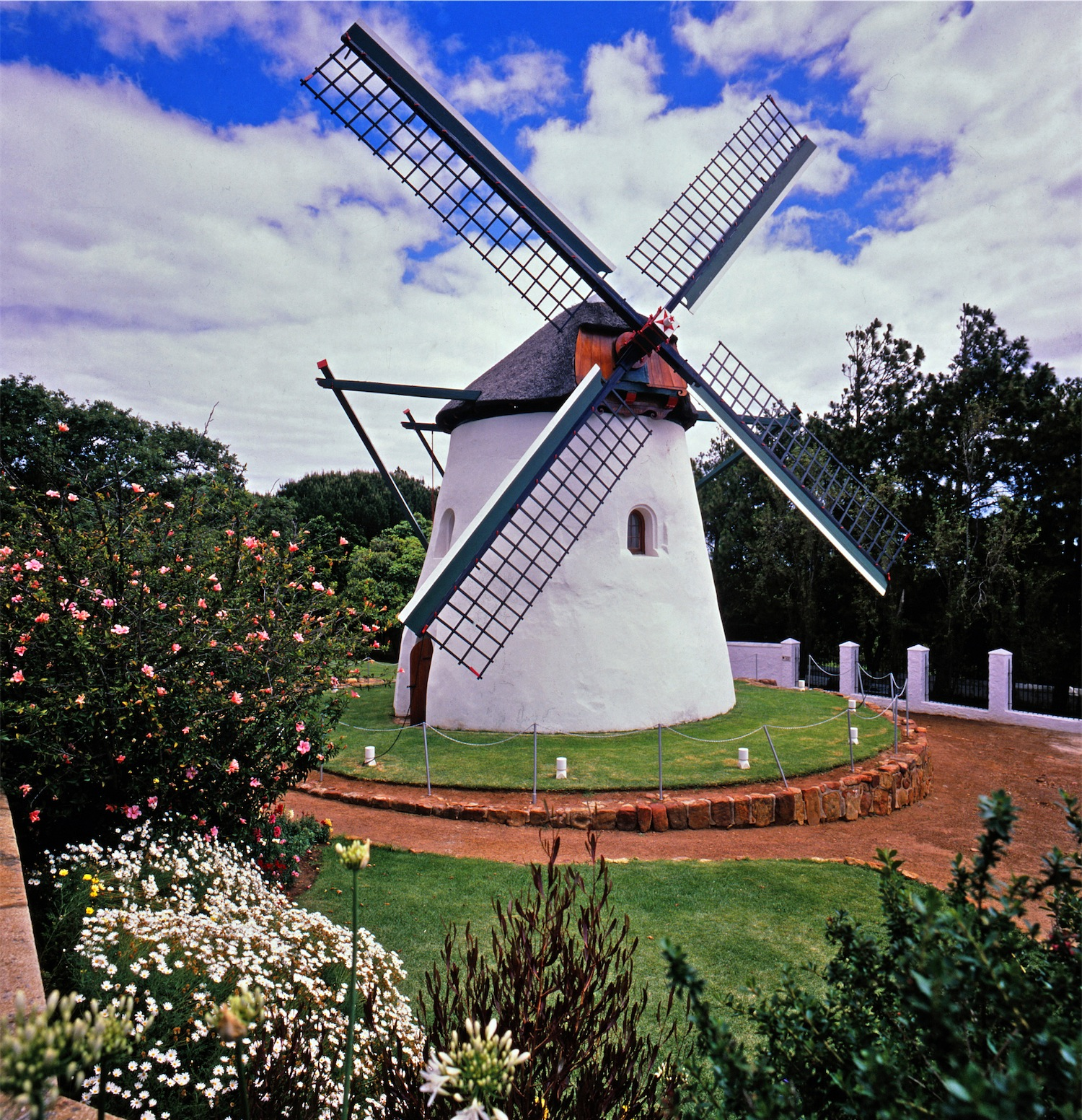
Die Mühle mit gartenbaulicher Gestaltung (1988)
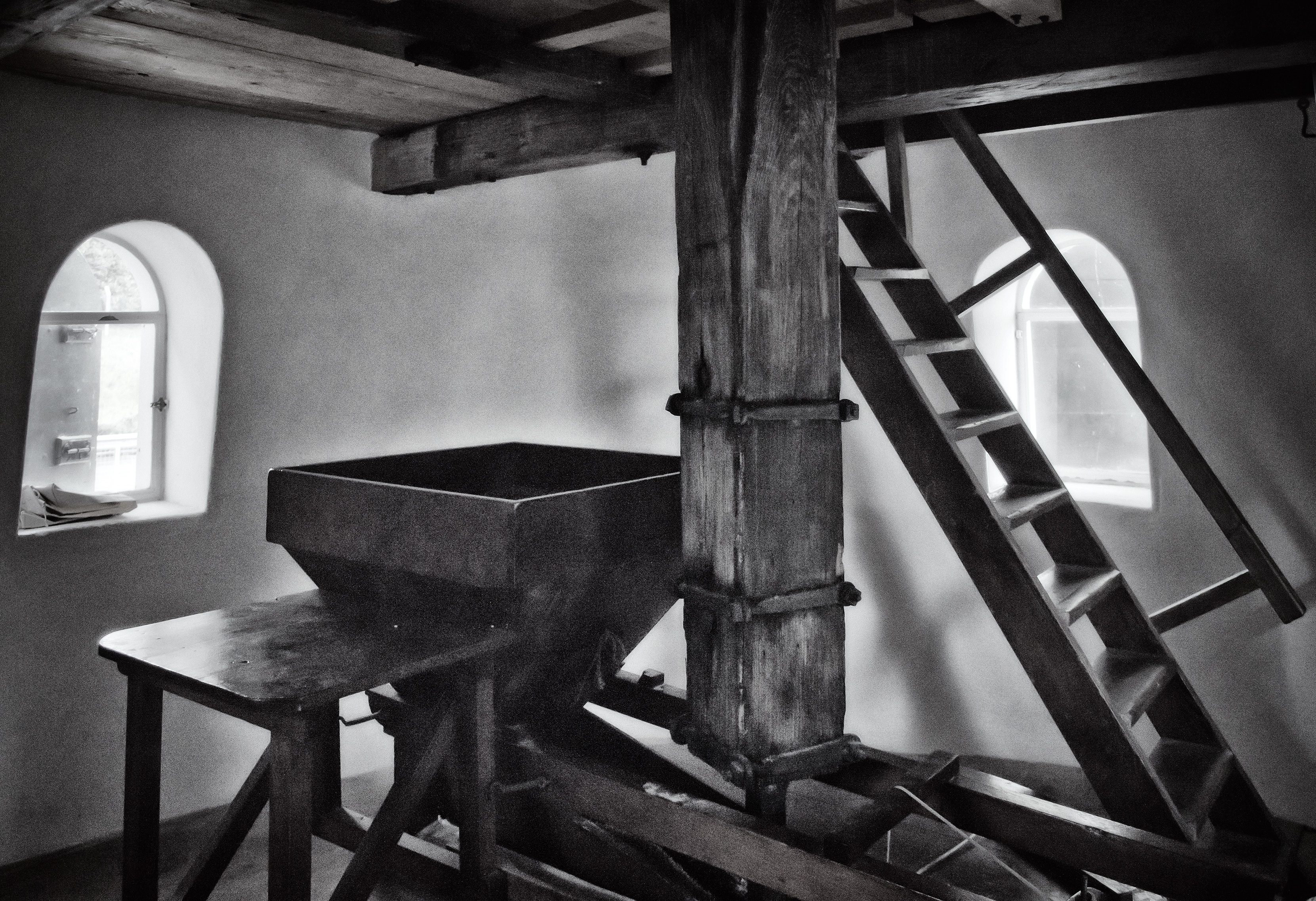
Innenraum (2014)
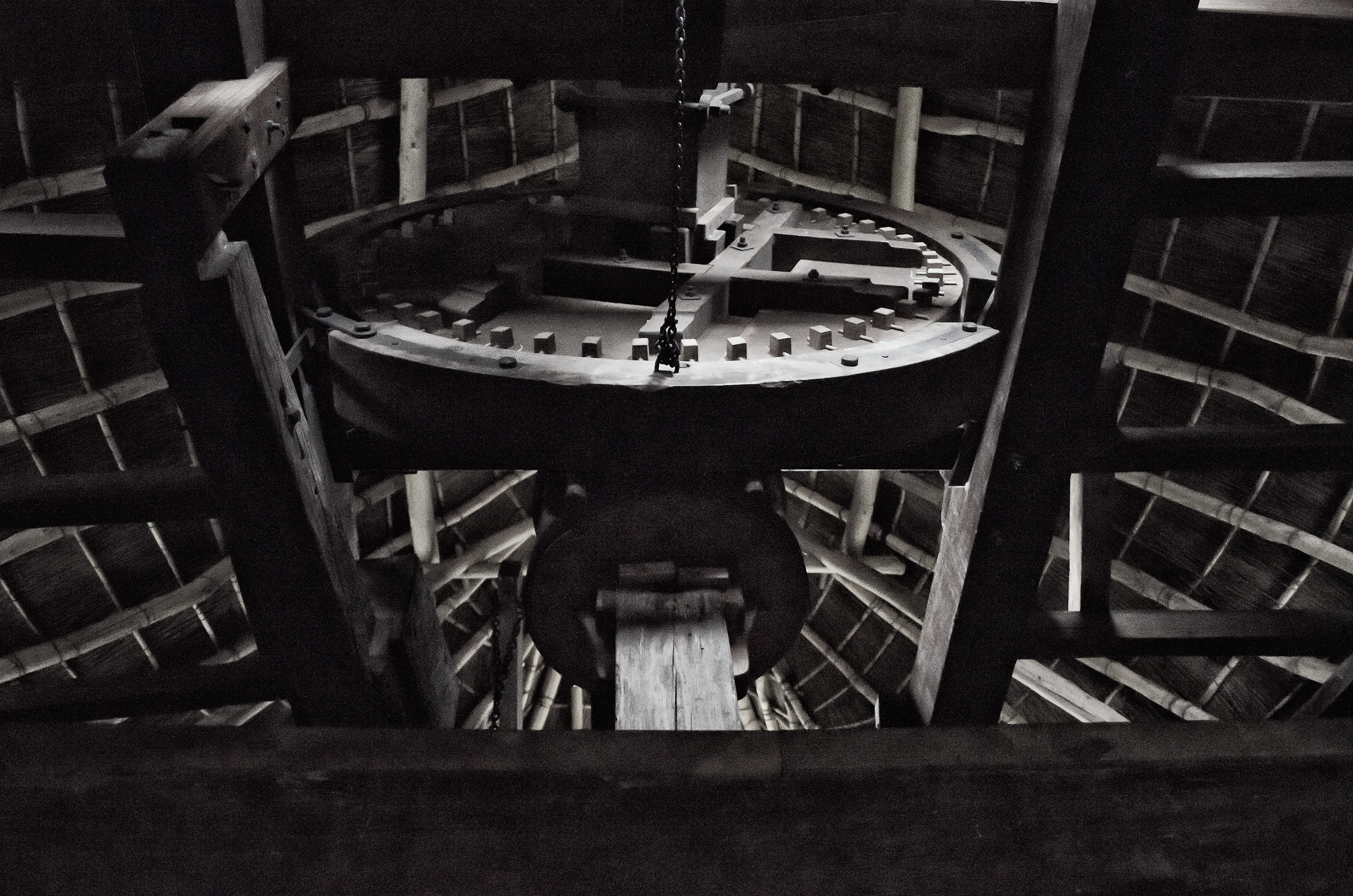
Mühlenwerk (2014)
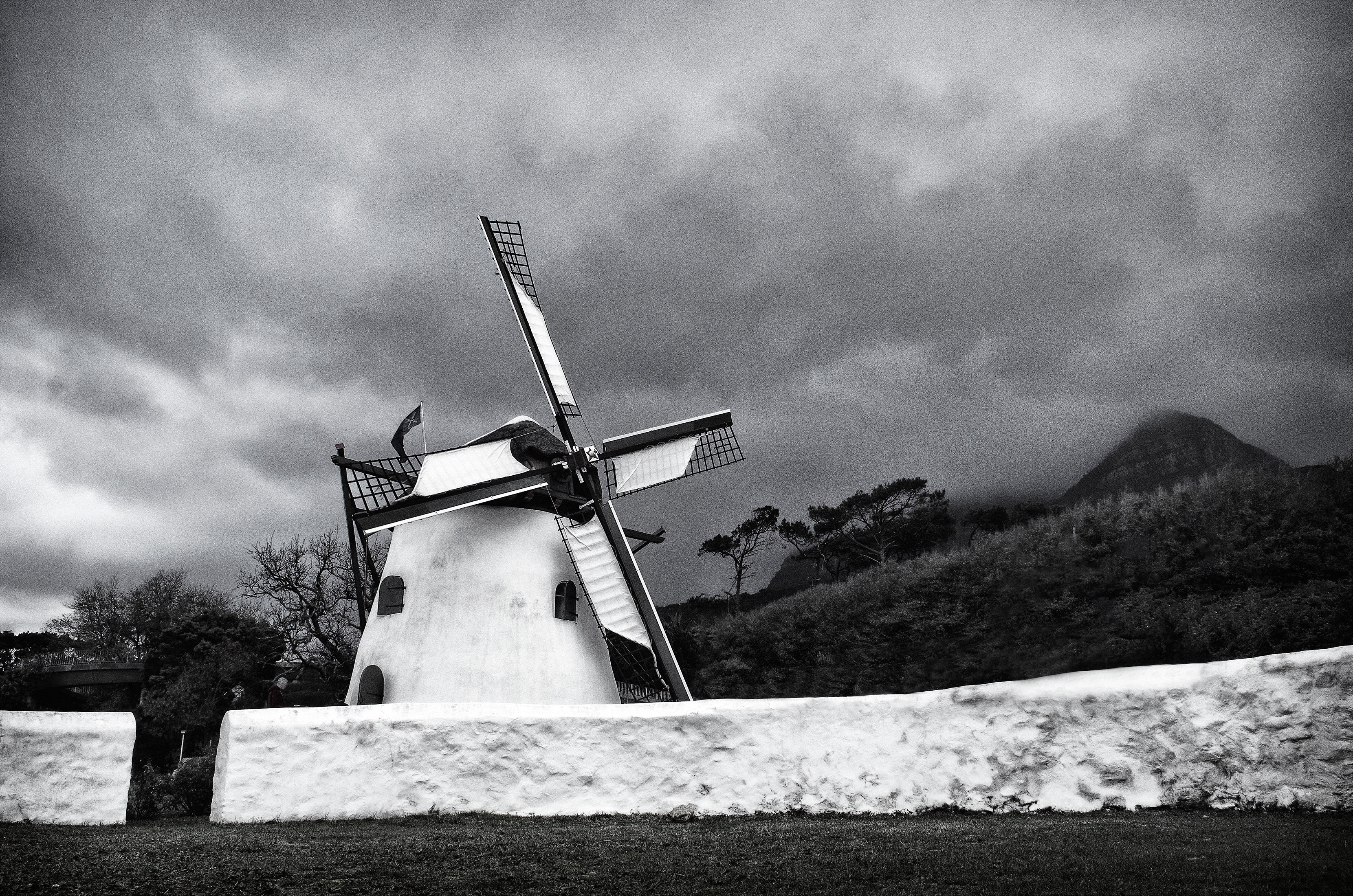
Umfassungsmauer des Mühlengrundstücks (2014)
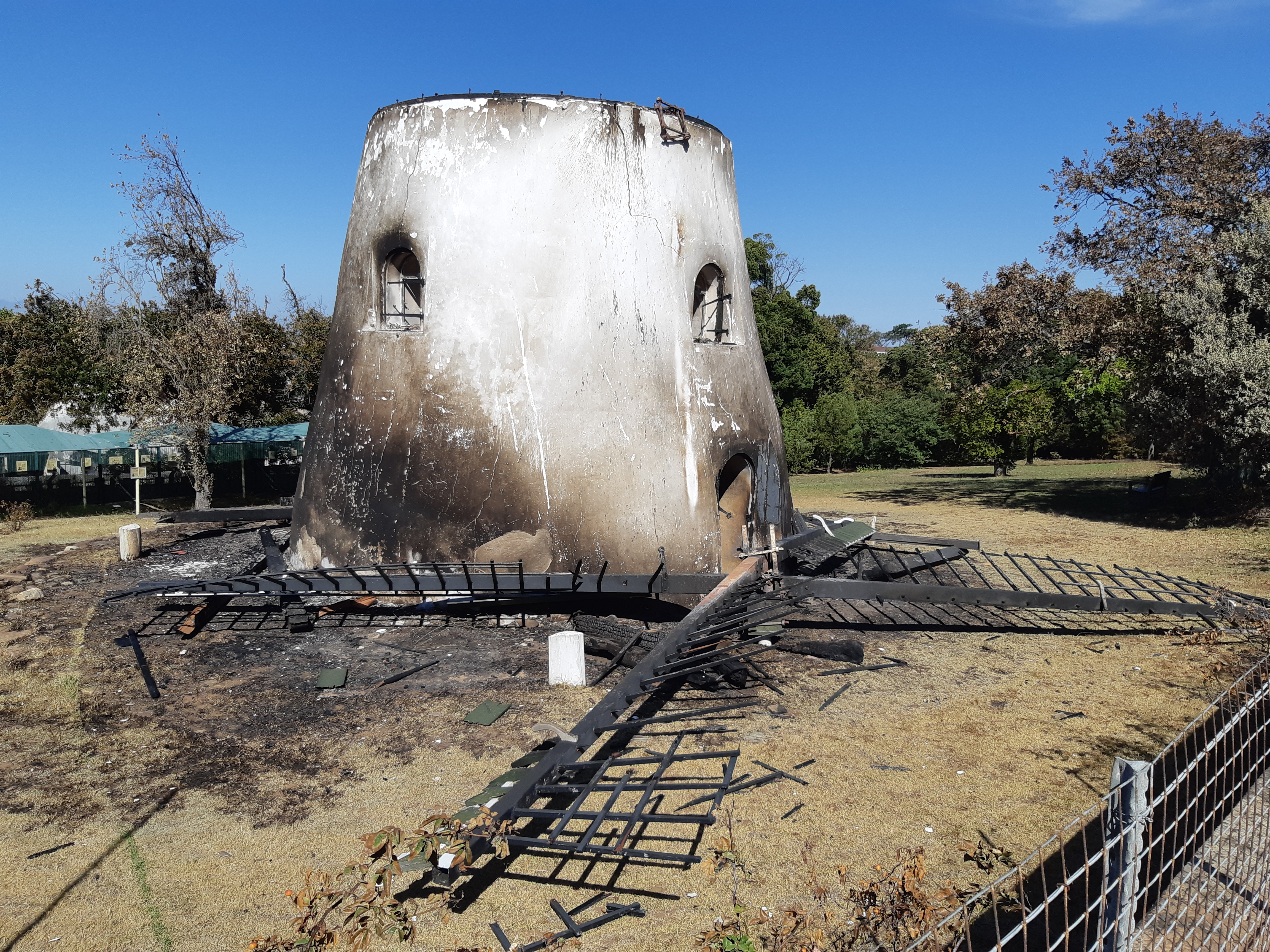
Brandschäden im April 2021